# Manakish

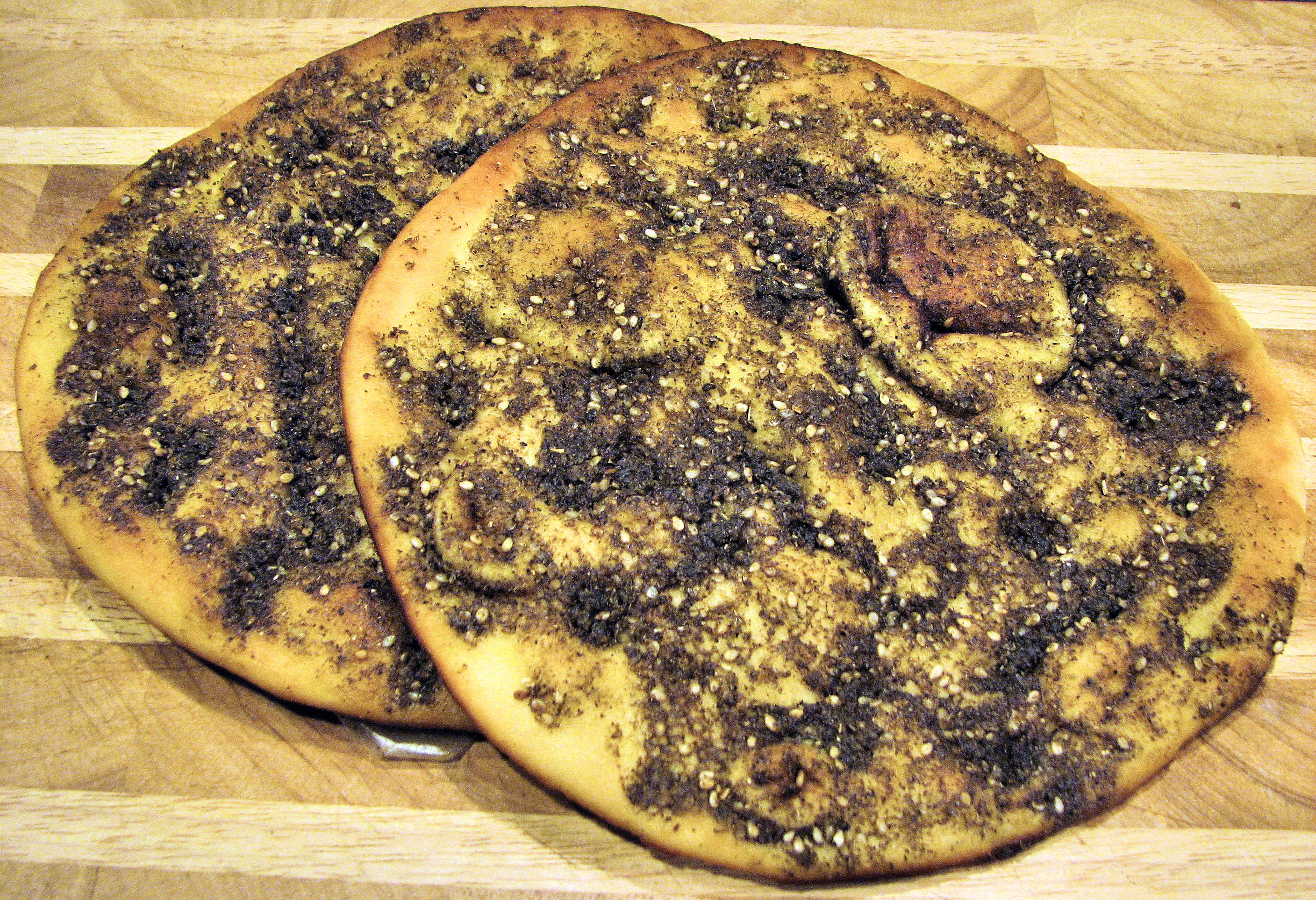
Manakish preparado con za'atar.

Mankush (en árabe: معجنة‎ mu‘aŷŷanāt 'masa' o مناقيش manāqīsh) es una especie de tostada (o pizza) a la que suele añadirse diferentes tipos de ingredientes, dependiendo del ingrediente se sirve como desayuno o almuerzo. Es muy similar a la pizza, puede ser servido en porciones, o más común doblado como un sándwich. Se conoce también como manaeesh o manakeesh. Se hace de un pan similar al pan libanés al que se le añade tradicionalmente el tomillo, todo ello se cocina al horno o al sash.

## Manakish clásicos
- Zumaque y tomillo (en árabe: زعتر‎, za'tar). Es el manakish más popular. Se le añade un chorro de aceite de oliva y se calienta. Se lo come generalmente al desayuno con el té o después de la cena. A menudo, el comprador puede el traer él mismo el tomillo y el aceite de oliva.
- Queso (en árabe: جبنة‎, jebne). Es generalmente más costoso que los de tomillo. El tomillo es sustituido por requesón libanés. Este manakish se sirve como el manakish al tomillo.
- Carne de buey (en árabe: لحم بعجين‎, lahm ba'ajiyn, "buey sobre pan") Es otra clase de manakish que se sirve generalmente para almorzar, raramente al desayuno. Se pone sobre el pan y la carne mezclada con tomates y aceites vegetales.
- Kechek Es un manakish elaborado con yogur fermentado. Se come muy frecuentemente al desayuno.